# Jörgen Pettersson
Jörgen Pettersson (Lackalange, 29 september 1975) is een voormalig Zweeds voetballer, die speelde als aanvaller. Hij beëindigde zijn actieve loopbaan in 2008 bij de Zweedse club Landskrona BoIS en stapte daarna het trainersvak in.

## Interlandcarrière
Pettersson kwam 27 keer uit voor de Zweedse nationale ploeg in de periode 1995-2002 en scoorde acht keer voor zijn vaderland. Hij maakte zijn debuut onder leiding van bondscoach Tommy Svensson op 16 augustus 1995 in de vriendschappelijke thuiswedstrijd in Norrköping tegen de Verenigde Staten (1-0), toen hij na 59 minuten inviel voor Kennet Andersson. Pettersson maakte deel uit van de Zweedse selectie die deelnam aan het EK voetbal 2000 in België en Nederland.

## Erelijst
FC København
- Superligaen

2003, 2004
- Beker van Denemarken

2004